# The Batman
The Batman es una serie de televisión animada creada por Duane Capizzi y Michael Goguen, producida por la compañía estadounidense Warner Bros. Entertainment, Inc., basada en el personaje Batman de la editorial DC Comics. Fue trasmitido a partir de 2004 los días sábados por la mañana en el canal para niños Kids' WB. La quinta temporada de la serie está inédita en España (las dos primeras temporadas se emitieron en TVE y las dos siguientes en Clan TVE).
La característica principal de esta serie es que no sigue la continuidad de las historietas ni de las películas cinematográficas. Los diseños de personajes fueron proporcionados por el artista Jeff Matsuda quién anteriormente se encontraba trabajando en Las aventuras de Jackie Chan, serie que finalizó un año después del estreno de The Batman. Matsuda también dirigió el final e introdujo a muchos de los supervillanos, como el Joker, el Pingüino y Acertijo con un aspecto radicalmente alterados respecto a sus contrapartes de los cómics. El tema inicial de la serie en las primeras temporadas fue creado por el guitarrista de U2, The Edge. 

## Argumento
La serie se remonta a la vida de un joven Bruce Wayne (Bruno Díaz en Latinoamérica), cuyo alter ego, Batman, ya lleva 3 años al cuidado de Gotham City. Este joven Batman se enfrenta por primera vez a sus enemigos más conocidos, con la ayuda de su mayordomo Alfred, el cual coopera en el momento en que Bruce Wayne/Batman lo requiere.

### Temporadas
Cada temporada se maneja con una sub-trama que influye en el desarrollo de los episodios. 

#### Primera temporada
Batman conoce a varios de sus más conocidos enemigos, incluyendo al Joker, Catwoman, El Pingüino, Mr. Freeze, Man-Bat, Cara de Barro, entre otros. Los oficiales Ethan Bennet (amigo personal de Wayne) y la detective Ellen Yin intentan localizar y capturar a Batman, bajo la presión del Jefe Rojas. Esta situación acaba en el episodio La Cara de Barro de Tragedia, cuando Joker transforma a Bennet en un monstruo (Cara de Barro), que cambia de forma.

#### Segunda temporada
La detective Ellen Yin trabaja con Batman, dándole a conocer en secreto información de la policía. Esta situación acaba en el episodio La Noche y la Ciudad, cuando el Jefe Ángel Rojas descubre la duplicidad de la detective Yin. Pero, por otra parte, el Comisionado James Gordon remplaza a Rojas, Devolviéndole la placa a Yin, (Curiosamente Yin no aparece desde este capítulo), Luego Gordon cambia su enfoque sobre Batman para salvar a Ciudad Gótica del mal y sobre todo a su hija, Bárbara Gordon que sería Batgirl.

#### Tercera temporada
Bárbara Gordon, la hija del comisionado, asume el rol de Batgirl, aunque Batman  no tiene ningún interés en que lo ayude en la lucha contra el crimen y trata de hacerla abandonar esa identidad. Esto acaba con el episodio Truenp, en el que Bruce, iluminado por su leal mayordomo y amigo, Alfred le toma a Batgirl como su ayudante.

#### Cuarta temporada
Dick Grayson   era un joven artista de circo, cuyos padres mueren en un accidente mientras realizaban una actuación en él. Tras ello, Bruce lo adopta. Robin comienza su vida de héroe con algunos tropiezos. Al final de la temporada, Batman, Robin y Batgirl unen fuerzas con el Detective Marciano para detener la invasión de la fuerza extraterrestre, conocida como "The Joining". Mención aparte merece el capítulo Artefactos donde se da un vistazo a los personajes años después. Este capítulo hace referencia al cómic El regreso del Caballero oscuro; ahí se puede ver a Dick Grayson como Nightwing y a Bárbara Gordon como Oráculo, y una breve aparición de la Liga de la Justicia al final del episodio The Joining Pt. 2.

#### Quinta temporada
Batman, Batgirl y Robin hace equipo con varios héroes de la Liga de la Justicia como Linterna Verde, Flash, Hombre Halcón y Flecha Verde, y también con aquellos que no forman parte de la Liga como Superman, que por cierto usaron a Brandon Routh como base para este Superman y curiosamente el propio Routh hace la voz del villano Vértigo. Este sería el fin de la serie.

## Personajes

### Principales
- Bruce Wayne / Batman
- Dick Grayson / Robin
- Barbara Gordon / Batgirl

### Secundarios
- Alfred Pennyworth
- Ethan Bennett / Cara de Barro
- Comisario James Gordon
- Teniente Ángel Rojas
- Ellen Yin

### Antagonistas
- Joker
- Oswald Cobblepot / El Pingüino
- Selina Kyle / Catwoman
- Victor Fries / Señor Frío
- Bane
- Kirk Langstrom / Man-Bat
- Edward Nygma / El Acertijo
- Garfield Lynns / La Luciérnaga
- Drury Walker / Polilla Asesina
- Roman Sionis / Máscara Negra
- Pamela Isley / Hiedra Venenosa
- Harleen Quinzel / Harley Quinn
- Waylon Jones / Killer Croc
- Arnold Wesker / El Ventrílocuo
- Hugo Strange
- Arthur Brown / Cluemaster
- Cyrus Gold / Solomon Grundy
- Peter Merkel / Rag Doll
- Maxie Zeus
- John Marlowe / Everywhere Man
- Nathan Finch / Gearhead
- Mario / Rumor
- William Mallory / Ira
- Delbert Billings / Spellbinder
- Trío Terrible
- Werner Vertigo / Conde Vértigo
- Francis Grey
- Rupert Thorne
- Tony Zucco
- Lex Luthor
- Mercy Graves
- John Corben / Metallo
- Samuel Scudder / Amo de los Espejos
- Sinestro
- Jack Nimball / El Juguetero
- Carl Sands / Ladrón Sombra

### Invitados
- Clark Kent / Superman
- Hal Jordan / Linterna Verde
- Barry Allen / Flash
- J'onn J'onzz / Detective Marciano
- Katar Hol / Hombre Halcón
- Oliver Queen / Flecha Verde
- Lois Lane
- Jimmy Olsen

Cabe destacar la ausencia de villanos icónicos como Dos Caras, El Espantapájaros, Ra's al Ghul y El Sombrerero Loco debido a asuntos legales con Warner Brothers.

## Película
La serie tuvo una película, conocida como The Batman vs. Dracula o Batman contra Drácula, lanzada directamente a vídeo el año 2005 tras dos temporadas de la serie, y presentando al personaje de Drácula. Una secuela que introduciría a Hush fue planeada pero finalmente descartada. 

## Reparto
| Personaje                            | Elenco original (EE. UU.)        | Elenco de doblaje (España)        | Elenco de doblaje (Latinoamérica)                    |
| ------------------------------------ | -------------------------------- | --------------------------------- | ---------------------------------------------------- |
| Bruce Wayne (Bruno Díaz) / Batman    | Rino Romano                      | David Robles                      | Héctor Indriago                                      |
| Dick Grayson (Ricardo Tapia) / Robin | Evan Sabara                      | Pilar Coronado                    | Paolo Campos                                         |
| Bárbara Gordon / Batgirl             | Danielle Judovits                | Pilar Martín                      | Yaraivi Alcedo y Mariana Gamboa                      |
| Alfred Pennyworth                    | Alastair Duncan                  | Juan Antonio Gálvez               | Rubén Antonio Pérez y Ricardo Omaña                  |
| Joker (El Guasón)                    | Kevin Michael Richardson         | Miguel Zúñiga                     | Rubén León                                           |
| Oswald Cobblepot / El Pingüino       | Tom Kenny                        | Juan Perucho y Jorge García Insúa | Víctor Díaz                                          |
| Hugo Strange                         | Frank Gorshin y Richard Green    | Julio Sanchidrián y Luis Mas      | Guillermo Martínez, Néstor Araujo y Armando Volcanes |
| Selina Kyle / Catwoman (Gatúbela)    | Gina Gershon                     | Pepa Castro                       | Maythe Guedes                                        |
| Pamela Isley / Hiedra Venenosa       | Piera Coppola                    | Ana Jiménez                       | María José Estévez y Citlalli Godoy                  |
| Ellen Yin                            | Ming-Na Wen                      | Olga Velasco y Pilar Martín       | Elena Díaz Toledo                                    |
| J'onn J'onzz / Detective Marciano    | Dorian Harewood                  | Fernando De Luis                  | Luis Lugo y Alfonso Soto                             |
| Clark Kent / Superman                | George Newbern                   | (No hay actor)                    | Luis Miguel Pérez                                    |
| Oliver Queen / Flecha Verde          | Chris Hardwick                   | (No hay actor)                    | Jorge Marín                                          |
| Barry Allen / Flash                  | Charlie Schlatter                | (No hay actor)                    | Jhonny Torres                                        |
| Hal Jordan / Linterna Verde          | Dermot Mulroney                  | (No hay actor)                    | Roger Eliud López                                    |
| Katar Hol / Hombre Halcón            | Robert Patrick                   | (No hay actor)                    | Joel González                                        |
| Harleen Quinzel / Harley Quinn       | Hynden Walch                     | Mar Bordallo                      | Lidia Abautt                                         |
| Edward Nigma / Riddler (El Acertijo) | Robert Englund                   | Abraham Aguilar y Roberto Encinas | Sergio Pinto y José Granadillo                       |
| Víctor Fries / Mr Freeze (Sr. Frío)  | Clancy Brown                     | Antonio Esquivias                 | Daniel Jiménez                                       |
| Killer Croc (Cocodrilo Asesino)      | Ron Perlman                      | Rafael Azcárraga                  | Guillermo Martínez                                   |
| Garfield Lynns / Luciérnaga          | Jason Marsden                    | Jesús Maniega                     | Jesús Nunes                                          |
| Bane                                 | Joaquim de Almeida y Ron Perlman | Héctor Cantolla                   | José Méndez                                          |
| Grange, el alcalde de Ciudad Gótica  | Adam West                        | José Ángel Juanes                 | Frank Maneiro                                        |